# MTX1
MTX1‏ (Metaxin 1) هوَ بروتين يُشَفر بواسطة جين MTX1 في الإنسان.